# Campionato Acriano 2023
Il Campionato Acriano 2023 è stata la 96ª edizione della massima serie del campionato acriano. La stagione è iniziata il 5 marzo 2023 e si è conclusa il 1º maggio successivo.

## Stagione

### Novità
Al termine della stagione 2022, non c'è stata alcuna retrocessione poiché la Segunda Divisão, a partire dal 2019, è stata soppressa. Hanno preso parte gli stessi club della passata stagione.

### Formato
Le undici squadre si affrontano dapprima in una prima fase, consistente in un due gironi: uno da sei, l'altro da cinque. Le prime tre classificate di tali gironi, accederanno alla seconda fase che decreterà la vincitrice del campionato. 
La formazione vincitrice e la seconda classificata, potranno partecipare alla Série D 2024, alla Coppa del Brasile 2024 e alla Copa Verde 2024. Nel caso le prime due classificate siano già qualificate alla Série D, l'accesso alla quarta serie andrà a scalare.

## Risultati

### Prima fase

#### Gruppo A
|  | Pos. | Squadra           | Pt | G | V | N | P | GF | GS | DR  |
|  | ---- | ----------------- | -- | - | - | - | - | -- | -- | --- |
|  | 1.   | Humaitá-AC        | 9  | 4 | 3 | 0 | 1 | 16 | 3  | +13 |
|  | 2.   | Independência     | 9  | 4 | 3 | 0 | 1 | 7  | 3  | +4  |
|  | 3.   | Rio Branco-AC     | 9  | 4 | 3 | 0 | 1 | 5  | 3  | +2  |
|  | 4.   | Plácido de Castro | 6  | 4 | 2 | 0 | 2 | 12 | 10 | +2  |
|  | 5.   | ADESG             | 3  | 4 | 1 | 0 | 3 | 4  | 13 | -9  |
|  | 6.   | Andirá            | 0  | 4 | 0 | 0 | 4 | 3  | 15 | -12 |

Legenda:
      Ammessa alla seconda fase.
Note:
Tre punti a vittoria, uno a pareggio, zero a sconfitta.

#### Gruppo B
|  | Pos. | Squadra          | Pt | G | V | N | P | GF | GS | DR  |
|  | ---- | ---------------- | -- | - | - | - | - | -- | -- | --- |
|  | 1.   | São Francisco-AC | 10 | 4 | 3 | 1 | 0 | 12 | 7  | +5  |
|  | 2.   | Galvez           | 8  | 4 | 2 | 2 | 0 | 16 | 5  | +11 |
|  | 3.   | Atlético Acreano | 7  | 4 | 2 | 1 | 1 | 12 | 6  | +6  |
|  | 4.   | Náuas            | 3  | 4 | 1 | 0 | 3 | 6  | 13 | -7  |
|  | 5.   | Vasco da Gama-AC | 0  | 4 | 0 | 0 | 4 | 4  | 19 | -15 |

Legenda:
      Ammessa alla seconda fase.
Note:
Tre punti a vittoria, uno a pareggio, zero a sconfitta.

### Seconda fase
|  | Pos. | Squadra          | Pt | G | V | N | P | GF | GS | DR |
|  | ---- | ---------------- | -- | - | - | - | - | -- | -- | -- |
|  | 1.   | Rio Branco-AC    | 13 | 5 | 4 | 1 | 0 | 6  | 0  | +6 |
|  | 2.   | Humaitá-AC       | 10 | 5 | 3 | 1 | 1 | 9  | 5  | +4 |
|  | 3.   | Galvez           | 8  | 5 | 2 | 2 | 1 | 7  | 2  | +5 |
|  | 4.   | Independência    | 6  | 5 | 2 | 0 | 3 | 8  | 11 | -3 |
|  | 5.   | Atlético Acreano | 3  | 5 | 1 | 0 | 4 | 3  | 8  | -5 |
|  | 6.   | São Francisco-AC | 3  | 5 | 1 | 0 | 4 | 6  | 13 | -7 |

Legenda:
      Vincitrice del Campionato Acriano 2023 e ammessa al Campeonato Brasileiro Série D 2024, alla Coppa del Brasile 2024 e alla Copa Verde 2024.
      Qualificato per il Campeonato Brasileiro Série D 2024, la Coppa del Brasile 2024 e la Copa Verde 2024.
Note:
Tre punti a vittoria, uno a pareggio, zero a sconfitta.